# Ramiro Pozos González
Ramiro « El Molca » Pozos González, né le 7 avril 1970 à Zapopan, est un narcotrafiquant mexicain. Il est membre du Cartel de Milenio et l'un des fondateurs de La Resistencia. El Molca est arrêté le 11 septembre 2012.

## Biographie
Ramiro Pozos González, également connu sous les pseudonymes Antonio Regil Pechs et Jose Angel Zaragoza Morales, est selon ses dires né le 7 avril 1970 à Guadalajara, Jalisco. D'autres sources affirment qu'il est plus précisément originaire de la municipalité jouxtant cette dernière, Zapopan,,.
Ramiro Pozos González est d'abord membre du Cartel de Milenio de la famille Valencia. Ce cartel apparu dans les années 1970 était alors implanté dans l'État de Michoacán et était allié au Cartel de Sinaloa. Entre 1993 et 2000, Ramiro Pozos González était impliqué dans le transport de drogues (essentiellement du cannabis) vers les États-Unis depuis Houston, au Texas, pour le compte du Cartel de Milenio. Lorsque fut tué Ignacio Nacho Coronel (un des fondateurs du Cartel de Sinaloa et un narcotrafiquant à l'initiative du rapprochement de plusieurs cartels contre Los Zetas) par l'Armée mexicaine, le 29 juillet 2010, le Cartel de Milenio se morcela. Deux groupes surgirent, La Resistencia, formé dès 2010 par plusieurs criminels tels qu'Ignacio Nacho Coronel et Ramiro Pozos González, et Los Torcidos (le Cartel de Jalisco Nouvelle Génération) dirigé par Nemesio « El Mencho » Oseguera Cervantes,.
Ramiro Pozos González dirige La Resistencia avec Elpidio « El Pilo » Mojarro Juárez  et Víctor Manuel « El Papirrín » Torres García. Le groupe forme une alliance avec Los Zetas, son ennemi originel, en septembre 2011, pour faire face au Cartel de Jalisco Nouvelle Génération,.
El Molca connaissait Nazario « El Chayo » Moreno González et José de Jesús « El Chango » Méndez Vargas, chefs de La Familia Michoacana, de même qu'Osiel Cárdenas Guillén, chef du Cartel du Golfe, et Arturo Beltrán Leyva, chef du Cartel Beltrán Leyva.
Ramiro Pozos González est arrêté le 11 septembre 2012 à Metepec, dans l'Etat de Mexico,.